# City Bus Simulator 2010 Region Usedom
City Bus Simulator 2010 Regiobus Usedom is de eerste uitbreiding van City Bus Simulator 2010.
Het traject van deze uitbreiding volgt de B111 vanaf Koserow naar Wolgast op het eiland Usedom.
Daarnaast gaat het door Zinnowitz en Zempin.